# HMS Barfleur (1768)
La HMS Barfleur, seconda nave da guerra della Royal Navy britannica a portare questo nome, è stata un vascello di seconda classe progettato da Sir Thomas Slade ispirandosi alla Royal William. Venne costruita nei cantieri di Chatham, venendo varata il 30 luglio 1768. In base allo stesso progetto vennero costruite anche la Prince George, la Princess Royal e la Formidable, identificate nel complesso come classe Barfleur.

## Servizio
Nel giugno 1773, re Giorgio III passò in rivista la flotta a Spithead. Per l'occasione la Barfleur, al comando del Capitano Edward Vernon, servì come ammiraglia del comandante della flotta, il Vice Ammiraglio Thomas Pye.
Durante la guerra d'indipendenza americana servì come ammiraglia del contrammiraglio Samuel Hood nelle Isole Sottovento. Agli ordini del Capitano John Knight, guidò le forze Britanniche nello scontro inconcludente del 28 aprile 1781 al largo della Martinica contro la flotta francese del Contrammiraglio François Joseph Paul de Grasse, durante il quale l'unità perse cinque uomini.
Prese quindi parte alla battaglia di Chesapeake, a quella di St. Kitts e delle Saintes. Alla battaglia di Chesapeke, il 5 settembre 1781, fu nuovamente l'ammiraglia di Samuel Hood, secondo il comando del Contrammiraglio Thomas Graves. La battaglia risultò una sconfitta per la Royal Navy, influenzando anche il risultato finale del conflitto americano.
Partecipò quindi alle guerre rivoluzionarie francesi e alle guerre napoleoniche, prendendo parte alla vittoria di Richard Howe del glorioso primo di giugno 1794 come nave del contrammiraglio George Bowyer. Durante lo scontro affrontò la francese Indomptable il 29 maggio ed ebbe un ruolo importante nell'azione del primo giugno, soffrendo in totale nove morti e 25 feriti.
Al comando di Alexander Hood combatté nella Battaglia di Groix. Nel 1797 era con l'Ammiraglio John Jervis nella battaglia di Capo San Vincenzo. L'ultimo scontro a cui prese parte fu la battaglia di Capo Finisterre del 1805, al comando dell'ammiraglio Robert Calder.
Dopo la fine delle guerre napoleoniche, la Barfleur passò alcuni anni in riserva a Chatham, venendo quindi demolita in loco nel settembre 1819.